# Noche de entierro (Nuestro amor)
Noche de entierro (Nuestro amor) es el primer sencillo del álbum Más Flow: Los Benjamins de los productores Luny Tunes y Tainy, y es una de las canciones más exitosas en la historia del género urbano. Es interpretado por Wisin & Yandel, Daddy Yankee, Héctor el Father, Zion y Tony Tun Tun, y producido por Luny Tunes con Tainy. Es normalmente considerada la secuela de la canción Mayor que yo. Noche de entierro presenta a instrumentos de música como la flauta, acordeón, guitarra, graves y teclado electrónico en el beat.

## Vídeo musical
El vídeo musical presenta todos los artistas en sitios separados, acompañados con un grupo de las chicas que bailan una coreografía. Zion no aparece en el vídeo de música así como su verso en la canción (Los productores Luny Tunes y Tainy aparecen en el vídeo reemplazando a Zion) La versión del vídeo musical tiene un diferente instrumental, en qué es conjunto un efecto de teclado electrónico y los graves (el mismo instrumental fue utilizado para la versión remix).

## Personal
- Tony Tun Tun, Wisin & Yandel, Héctor el Father, Zion, Daddy Yankee — vocalistas
- Tony Tun Tun y Wisin — coristas
- Gabriel Cruz — compositor
- Francisco Saldaña, Víctor Cabrera, Marco Masis, Aaron Pena, Anthony Cotto — producción
- Francisco Saldaña — flauta
- Víctor Cabrera — acordeón
- Marco "Tainy" Masís — guitarra y graves (solo versión del vídeo musical)
- Aaron Pena y Anthony Cotto — teclado electrónico

## Letras
Noche de Entierro es una canción de amor, que trata sobre un hombre que no quiere estar más con su actual novia, porque aparentemente está enamorada de otro hombre. También tiene un tema sexual, porque cerca el fin de la canción Wisin señala que un año más tarde su separación,  quiera tener una "noche de entierro" (sexo casual) La canción entera estuvo escrita y compuesta por el prestigioso compositor de reguetón Wise da' Gangsta, quién también escribió el anterior éxito musical de Luny Tunes, "Mayor Que Yo".

## Otras versiones
- El remix incluyó a Daddy Yankee, Héctor el Father, Ivy Queen, Jowell & Randy, Arcángel & De la Ghetto y Fonseca la cual nunca fue presentado en el álbum.
- En el álbum Los Benjamins: La Continuación allí apareció dos remixes de la canción:
  - El primero estuvo titulado "Lo Nuestro Se Fue (Cumbia Remix)" cuál estuvo cantado por Ivy Queen, Alex Rivera, Daddy Yankee y Wisin.
  - El segundo remix "Luny Tunes y Nales Remix" era un "Noche de Entierro" hip-hop-reguetón remix cuyos versos ingleses fueron interpretados por Nales de Doble A & Nales, Daddy Yankee y Wisin.

## Posicionamiento
| Gráfico (2006–2008)                                 | Peakposition |
| --------------------------------------------------- | ------------ |
| Cartelera de EE. UU. Pop latino Airplay             | 27           |
| Cartelera de EE. UU. Canciones latinas Calientes    | 6            |
| Cartelera de EE. UU. latina Tropical Airplay        | 4            |
| Cartelera de EE. UU. Ritmo latino Airplay           | 3            |
| Cartelera de EE. UU. que Borbotea Bajo Caliente 100 | 23           |
| Parte superior de Venezuela Latino (Informe Récord) | 2            |